# ایهی-جی
ایهی-جی (به ژاپنی: 永平寺 Eihei-ji) یکی از دو معبد اصلی  سوتو (فرقه ذن)، ذن، آیین بودایی است.